# مقاطعة غرينوود (كارولاينا الجنوبية)
مقاطعة غرينوود هي مقاطعة في كارولاينا الجنوبية، بلغ عدد سكانها 69٬661  نسمة، في 2010، عاصمتها غرينوود، تبلغ مساحتها 1٬199 كيلومتر مربع.

## الموقع
تشترك في الحدود مع:
- مقاطعة لورينز (كارولاينا الجنوبية).

## التقسيمات الإدارية
- غرينوود.